# عبدالله بو همیل
عبدالله بو همیل (عربی: عبدالله بو هميل؛ زادهٔ ۱۰ ژوئیهٔ ۱۹۸۶) یک ورزشکار اهل عربستان سعودی است.
از باشگاه‌هایی که در آن بازی کرده‌است می‌توان به باشگاه فوتبال هجر عربستان سعودی، باشگاه فوتبال الفتح عربستان سعودی، و باشگاه فوتبال هجر عربستان سعودی اشاره کرد.